# Prior Incantatem
Prior Incantatem er et fænomen i Harry Potter-universet, hvor to tryllestave med samme kerne tvinges til at duellere, hvor en række af de tidligere besværgelser fra den ene tryllestav vil komme til syne.  Spidserne af de to tryllestave vil forbindes, hvor der dannes en tyk gyldne "tråd" af energi. Taberen er den tryllestav, som gylper skygger af magi, at det har frembragt i omvendt rækkefølge, hvilket kommer an på duellanternes viljestyrke. 
Første gang fænomenet nævnes i Harry Potter-serien, er i slutningen af Harry Potter og Flammernes Pokal, hvor Voldemort og Harry Potter duellere. Deres samtidige magi (Harry og Voldemort kastede henholdsvis "Expelliarmus" og "Avada Kedavra") udløste tråden, og da Voldemort tabte, spyttes hans tryllestav, i omvendt rækkefølge, ekkoer af mennesker hans tryllestav sidst havde myrdet: Cedric Diggory, Frank Bryce, Bertha Jorkins, samt Harrys forældre